# 土人参属
土人参属（学名：Talinum）是土人参科下的一个属，为直立草本或亚灌木植物。该属共有50种，分布于非洲、美洲和亚洲。
属名Talinum来源于拉丁语talinum，一种植物名。